# Manuel Quesada y Bardalonga
Manuel Quesada y Bardalonga (Villa de la Real Isla de León, 1796-Chiclana de la Frontera, 1876) fue un marino y político español.

## Biografía
Vicealmirante y comandante general del Apostadero de Filipinas (1848-1852). Intervino en el desembarco y toma de Joló, isla del archipiélago de Sulu, redactando una memoria sobre los musulmanes de dicha isla. Regresó a España en 1852.
Desde 1861 a 1867 fue senador vitalicio del reino.